# WRB – Philadelphia
Die Dampflokomotive PHILADELPHIA war eine Personenzuglokomotive der Wien–Raaber (Gloggnitzer) Eisenbahn (WRB).
Sie wurde 1837 von der Lokomotivfabrik William Norris in Philadelphia gebaut.

## Geschichte
Im Unterschied zur Kaiser Ferdinands-Nordbahn, welche ihre ersten Lokomotiven in England kaufte, sandte Georg Simon Sina von Hodos im Namen der WRB den Eisenbahningenieur Matthias Schönerer 1837/38 in die Vereinigten Staaten, damit er dort die neuesten Entwicklungen im Lokomotivbau studieren konnte.
Schönerer fand Gefallen an den einfach aufgebauten Maschinen der Lokomotivfabrik William Norris,
die mit ihren Außenzylindern keine kompliziert herzustellende gekröpfte Achse (wie etwa die englischen Maschinen von Robert Stephenson) benötigten.
Er kaufte die als Demonstrationsfahrzeug der Fabrik dienende „PHILADELPHIA“ im November 1837 kurzerhand, nachdem er sie im Betrieb sah. Am 29. November machte die bereits für die "Wien-Triester Eisenbahn" vorgesehene Maschine mehrere Lastprobefahrten bei Lancaster, u. a. mit 40 Waggons mit insgesamt 40.000 Pfund Last in der Ebene.
Die Lokomotive wurde anschließend per Schiff nach Triest und mit Ochsenkarren nach Wien gebracht, wo sie vermutlich im Frühjahr 1838 eintraf. Am 7. November besichtigte Erzherzog Karl mit seinen Kindern die als Novum geltende Lokomotive und unternahm eine Probefahrt auf einer eigens errichteten Teststrecke.
Die Lokomotive wurde zu Studienzwecken und als Baulokomotive herangezogen. Sie wurde auch beim Bau des Meidlinger Einschnitts verwendet. Da man offenbar mit ihrer Leistung (35 PS = 24 kW) nicht zufrieden war, wurden in Folge außer den zwei größer dimensionierten Norris-Maschinen „LAXENBURG“ und „BADEN“ Lokomotiven zunächst in England bei Robert Stephenson bestellt.
Die „PHILADELPHIA“ kam 1853 zur Südlichen Staatsbahn (SStB) und wurde 1857 ausgemustert.

## Erinnerung
Ihr zu Ehren heißt die Brücke, die den sogenannten Meidlinger Einschnitt der Südbahn überspannt, auch heute noch Philadelphiabrücke. Ganz in der Nähe befindet sich am Haus Darnautgasse 2 ein Sgraffito mit der Inschrift: 
Im Jahre 1838 wurde
hier die Lokomotive
'Philadelphia' erprobt 
Ebenso wird die Lok auf einem Mosaik an einem Wohnhaus in der nahen Wilhelmstraße dargestellt. Im Technischen Museum Wien befindet sich weiters ein detailliertes Modell der "PHILADELPHIA" im großen Maßstab.

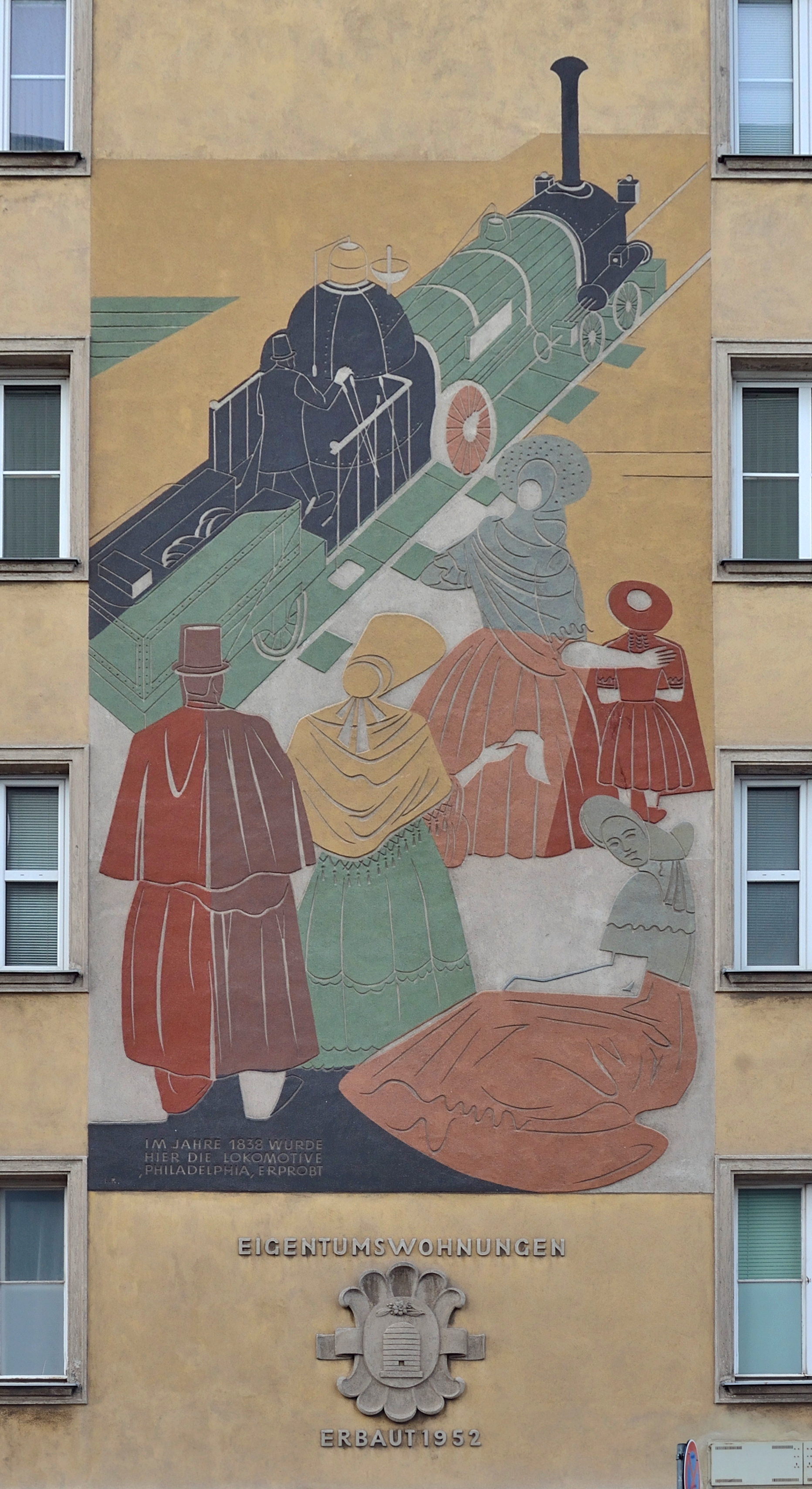
Sgraffito in Wien-Meidling, Darnautgasse 2
Mosaik in Wien-Meidling, Wilhelmstraße 68
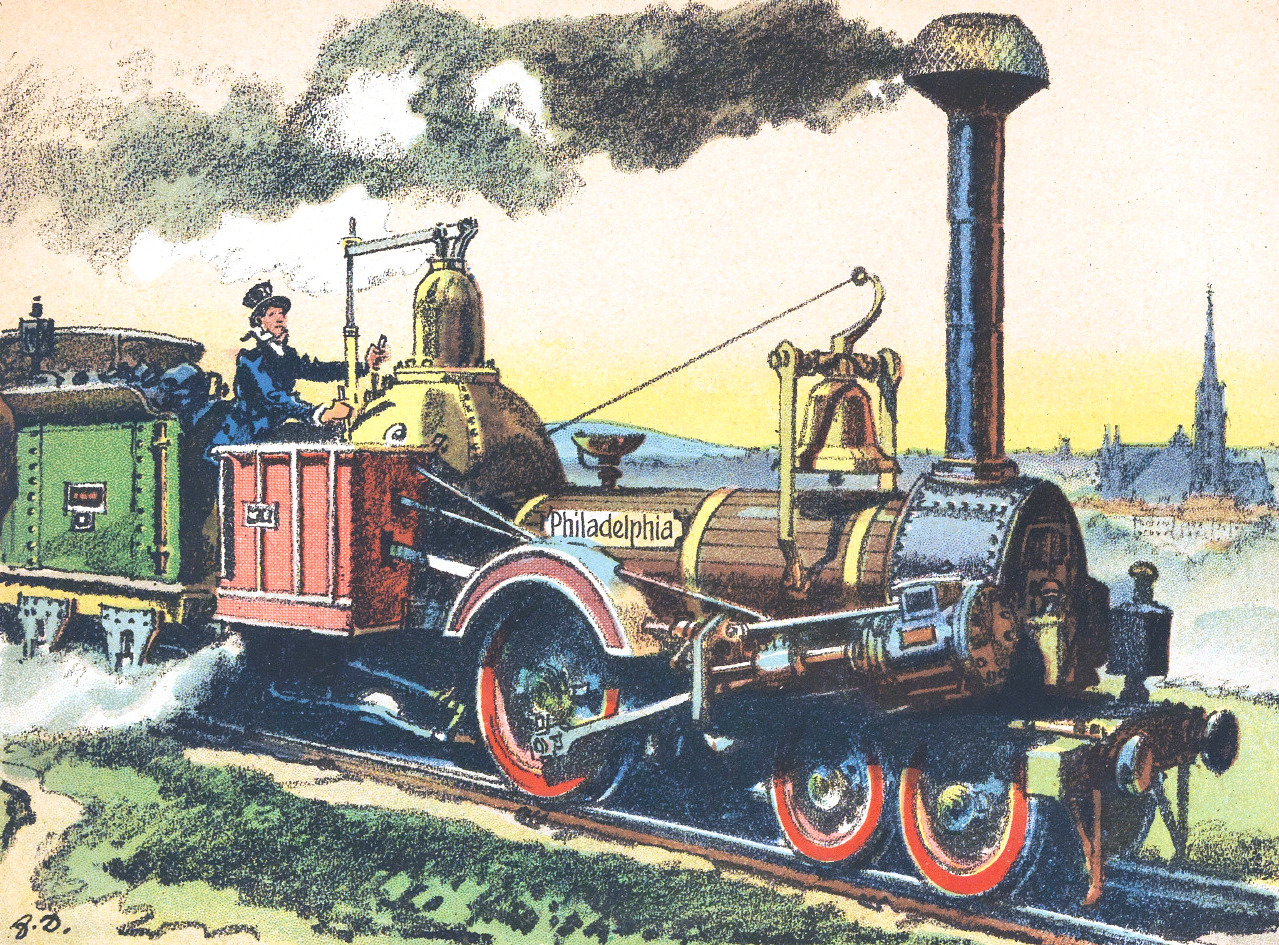
Die Philadelphia als Illustration von Josef Danilowatz